# ハイアリア
ハイアリア（Hialeah）は、アメリカ合衆国フロリダ州南東部、マイアミ北西郊に位置する都市。人口は22万3109人（2020年）。フロリダ州内ではジャクソンビル、マイアミ、タンパ、セントピーターズバーグに次いで第5の人口規模を抱える都市である。
市名はフロリダ一帯に住んでいたネイティブ・アメリカンであるセミノール族の言語で「高い平原」という意味である。市はビスケーン湾やエバーグレーズから離れた、少し標高の高い平地に位置する。
ハイアリアは全米で最もスペイン語の使用率が高い都市である。ハイアリア市民の85%がヒスパニック系またはラテン系であり、92%がスペイン語を母語としている。特にキューバ系が多く、市の総人口の62%に達する。

## 歴史
出典: ハイアリア市公式サイト
この一帯はフロリダに住んでいたネイティブ・アメリカンのセミノール族がカヌーを停めるための岸辺であった。セミノール族の言語で「高い平原」と呼ばれたこの一帯に入植者がやってきたのは1920年代のことである。1921年、ミズーリ州から訪れた飛行機乗り、グレン・カーティス（Glenn Curtiss）がこの地に高い可能性を見出した。1925年にはハイアリアは正式な市になった。しかし翌1926年のハリケーンにより、市の大部分は壊滅してしまった。
1937年には、アメリア・イアハートが世界一周飛行の際、出発地のカリフォルニア州オークランドから大陸を横断し、このハイアリアにあるオパ・ロッカ空港（Opa-Locka Airport）に立ち寄ってから大西洋に向かって飛び立った。この世界一周飛行がイアハート最後の飛行になった。現在では、オパ・ロッカ空港の南にアメリア・イアハート公園が設置されている。
1960年代以降、ハイアリアには中南米からのヒスパニック系移民が大量に流入し、人口が急増した。1925年の市制施行時には人口わずか1,500人であったが、現在では人口22万人を超え、フロリダ州内で5位、全米でも81位の都市に成長した。

## 地理と都市概観

ハイアリアの位置

ハイアリアは北緯25度51分38秒 西経80度17分38秒 / 北緯25.86056度 西経80.29389度（25.860474, -80.293971）、マイアミの北西約10kmに位置している。
アメリカ合衆国統計局によると、ハイアリア市は総面積51.1km²（19.7mi²）である。このうち49.8km²（19.2mi²）が陸地で1.3km²（0.5mi²）が水域である。総面積の2.53%が水域となっている。
ハイアリアは郊外都市であるため明確なダウンタウンを持たず、市域全体にわたって住宅地が広がっている。また住民の大部分は貧しいヒスパニック系であるため小さい家が多く、人口密度が高い。

## 交通
ハイアリアを含むマイアミ大都市圏の玄関口となる空港はマイアミ国際空港である。ハイアリアの南約7kmに位置するこの空港は規模が大きく、全米各地のみならずヨーロッパ各国や中南米各国からも航空機の直行便がある。
マイアミ国際空港近くの交通センターには近郊列車トライレールやマイアミの通勤電車であるメトロレール、グレイハウンドが乗り入れる。また、アムトラックの駅はハイアリア市とマイアミ市の境界付近にある。マイアミ・デイド郡一帯を広くカバーする路線バスであるメトロバス（Metrobus）は、ハイアリアにも路線網を有している。
ハイアリアは2本の州間高速道路、I-75とI-95の合流・分岐点にあたる。I-75は西進してフロリダ半島を横切り、メキシコ湾岸を北上してタンパ・アトランタ・シンシナティ・デトロイトへと通ずる。一方、I-95はマイアミを起点として大西洋岸を北上し、ジャクソンビル・サバンナ・リッチモンド・ワシントンD.C.・ニューヨーク・ボストンへと通じている。

## 教育
ハイアリアはマイアミ・デイド郡公立学区（Miami-Dade County Public Schools）によってカバーされている。ハイアリア市内に2校の高校を有するほか、近隣のマイアミ・スプリングス市や市外だが郡部にある高校3校がハイアリアの生徒を受け入れている。

## 人口動勢
以下は2000年の国勢調査における人口統計データである。
基礎データ
- 人口: 226,419人
- 世帯数: 70,704世帯
- 家族数: 57,482家族
- 人口密度: 4,543.7人/km²（11,767.3人/mi²）
- 住居数: 72,142軒
- 住居密度: 1,447.7軒/km²（3,749.3軒/mi²）

人種別人口構成
- 白人: 88.01%
- アフリカン・アメリカン: 2.41%
- ネイティブ・アメリカン: 0.13%
- アジア人: 0.40%
- 太平洋諸島系: 0.02%
- その他の人種: 5.47%
- 混血: 3.55%
- ヒスパニック・ラテン系: 85.17%

年齢別人口構成
- 18歳未満: 23.0%
- 18-24歳: 8.2%
- 25-44歳: 29.4%
- 45-64歳: 22.9%
- 65歳以上: 16.6%
- 年齢の中央値: 38歳
- 性比（女性100人あたり男性の人口）
  - 総人口: 92.7
  - 18歳以上: 89.6

世帯と家族（対世帯数）
- 18歳未満の子供がいる: 36.2%
- 結婚・同居している夫婦: 57.4%
- 未婚・離婚・死別女性が世帯主: 17.4%
- 非家族世帯: 18.7%
- 単身世帯: 14.7%
- 65歳以上の老人1人暮らし: 7.8%
- 平均構成人数
  - 世帯: 3.15人
  - 家族: 3.39人

収入と家計
- 収入の中央値
  - 世帯: 29,492米ドル
  - 家族: 31,621米ドル
  - 性別
    - 男性: 23,133米ドル
    - 女性: 17,886米ドル
- 人口1人あたり収入: 12,402米ドル
- 貧困線以下
  - 対人口: 18.6%
  - 対家族数: 16.0%
  - 18歳未満: 22.2%
  - 65歳以上: 22.4%